# Лоучна под Клиновцем
Лоучна под Клиновцем (чеш. Loučná pod Klínovcem) град је у Чешкој Републици. Град се налази у управној јединици Устечки крај, у оквиру којег припада округу Хомутов.

## Становништво
Према подацима о броју становника из 2014. године град је имао 98 становника.